# Tirano
Tirano (dt. veraltet Thiran, auch: Tiran, Tyran, Tiranum, Tyranum oder Tyrano rätoromanisch Tiraunⓘ) ist eine Stadt und gleichzeitig der Hauptort der gleichnamigen Gemeinde in der italienischen Provinz Sondrio, Region Lombardei.

## Lage und Einwohner
Tirano liegt im oberen Veltlin am Eingang des Puschlavs, nahe der Schweizer Grenze. Dominierten früher die Landwirtschaft – vor allem Obst- und Weinbau – und das lokale Kleingewerbe, so siedelten sich in den letzten Jahrzehnten einige kleinere Industriebetriebe an, die es aber schwer haben, sich gegen die Konkurrenz des regionalen Oberzentrums Mailand zu behaupten. Deshalb arbeiten viele Tiranesi als Tages- oder Wochenpendler in und um Mailand oder in den Fremdenverkehrsorten des Oberengadins. Die 32 km² große Gemeinde hat 8821 Einwohner (Stand 31. Dezember 2023).
Die Nachbargemeinden sind Brusio (CH-GR), Corteno Golgi (BS), Sernio, Vervio und Villa di Tirano.

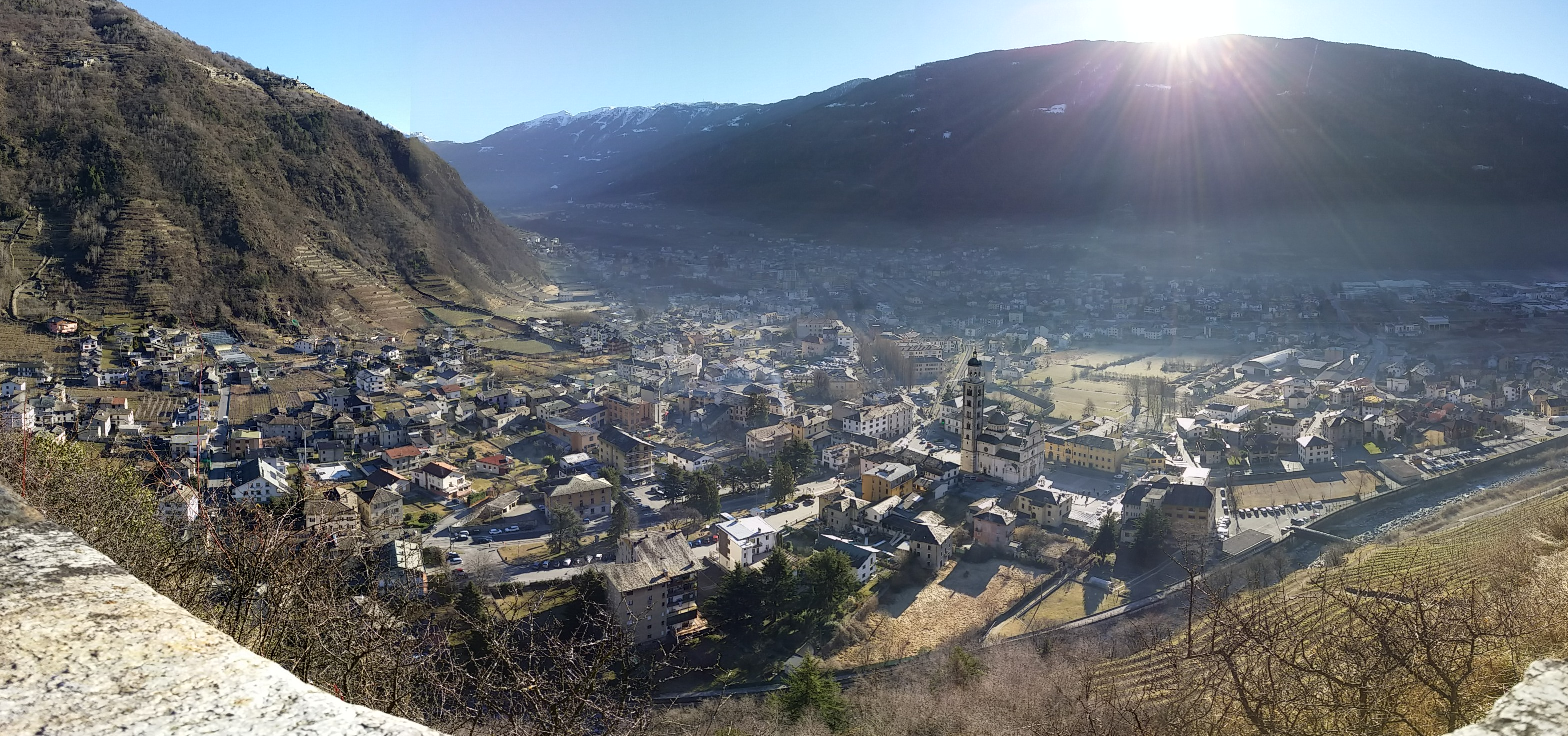
Panorama Tirano

### Verkehrsanbindung

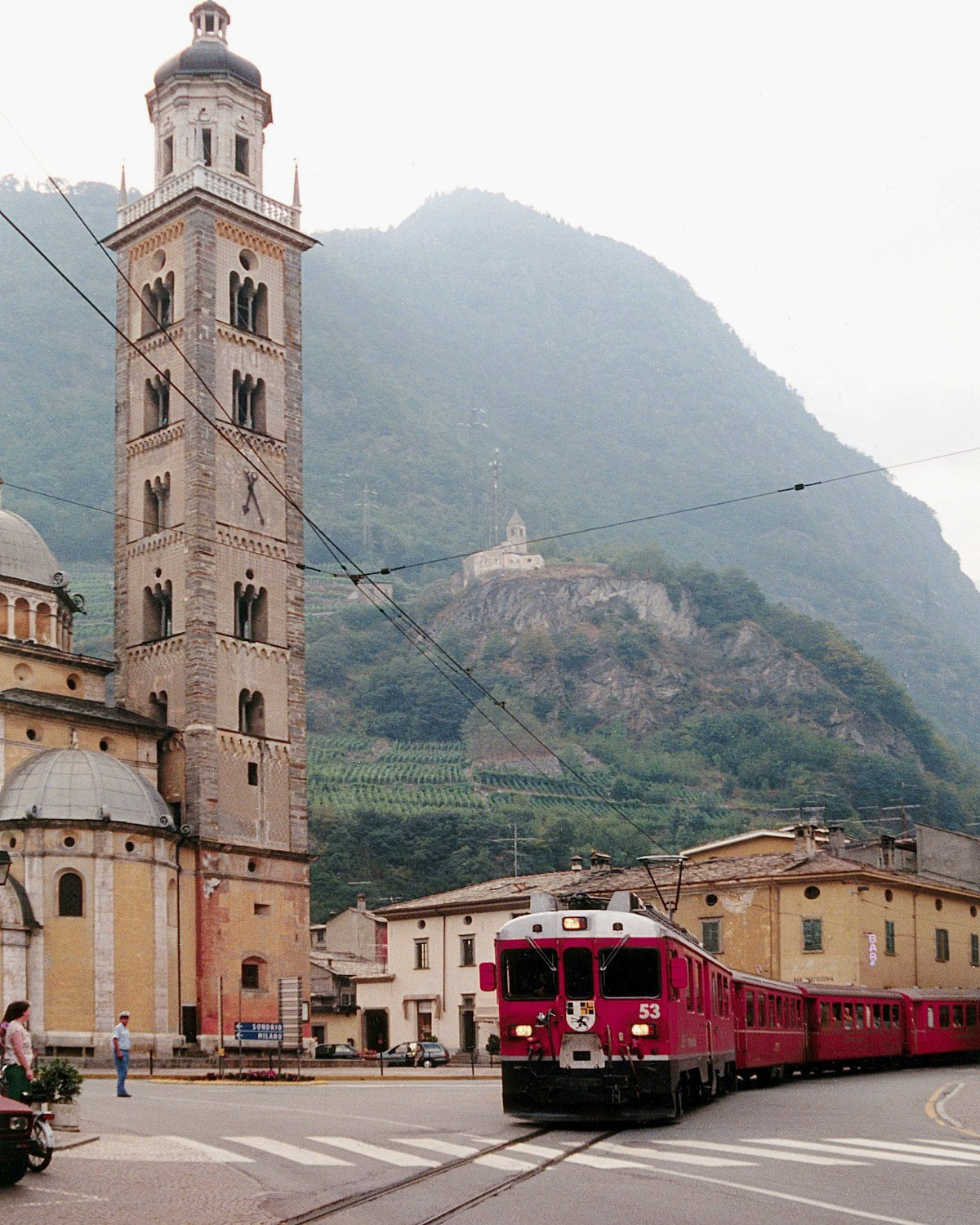
Ein Zug der Berninabahn quert die Piazza Basilica

Durch Tirano verläuft die Strada Statale 38 dello Stelvio (SS 38), die das Veltlin auf seiner ganzen Länge vom Comer See bis zum Stilfserjoch erschließt. Eine Abzweigung führt über die Schweizer Grenze durch das Puschlav nach Poschiavo und weiter über den Berninapass ins Engadin.

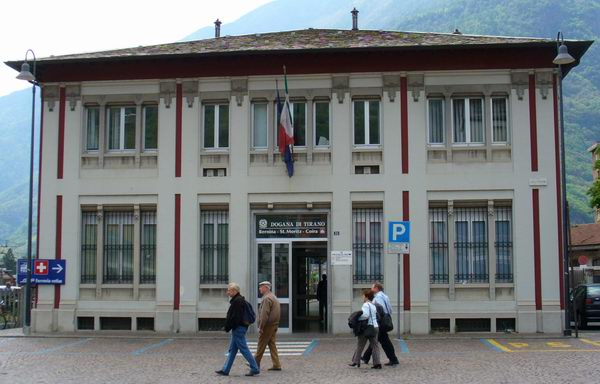
Bahnhof der Ferrovia retica

Der Bahnhof Tirano besteht aus zwei Teilen: dem Teil der italienischen Ferrovie dello Stato und direkt benachbart demjenigen der schweizerischen Rhätischen Bahn (Ferrovia retica).
Seit 1908 verkehrt die von der Rhätischen Bahn betriebene Berninabahn. Mit dem Bernina-Express werden Direktverbindungen von Chur und St. Moritz nach Tirano angeboten. Daneben gibt es stündlich verkehrende Regionalzüge. Der Bahnhof weist auch einen beträchtlichen Güterverkehr auf, vor allem mit Stammholz, das aus der Schweiz eingeführt und in Veltliner Sägewerken verarbeitet wird.
In den Sommermonaten verkehren jeweils einmal täglich zwei Postauto-Linien nach Lugano (durch das Veltlin und entlang des Comersees, Bernina-Express) sowie via Bormio und dem Umbrailpass mit einem Abstecher zum Stilfser Joch nach Müstair (Stelvio-Linie).
Den ersten Bahnanschluss erhielt die Stadt am 29. Juni 1902. Die Strecke Sondrio – Tirano gehörte ursprünglich der privaten Ferrovia Alta Valtellina und wurde 1970 von der italienischen Staatsbahn übernommen. Tirano ist mit dem Schweizer GA erreichbar.
Die nächsten Autobahnanschlüsse sind weit entfernt. Zur Autostrada A4 bei Bergamo sind es 130 Kilometer, was etwa 2,5 Stunden Fahrtzeit bedeutet. Zur Autostrada A22 bei Trient sind es 150 Kilometer, was bei der gebirgigen Strecke fast 3 Stunden Fahrtzeit bedeutet.

## Geschichte

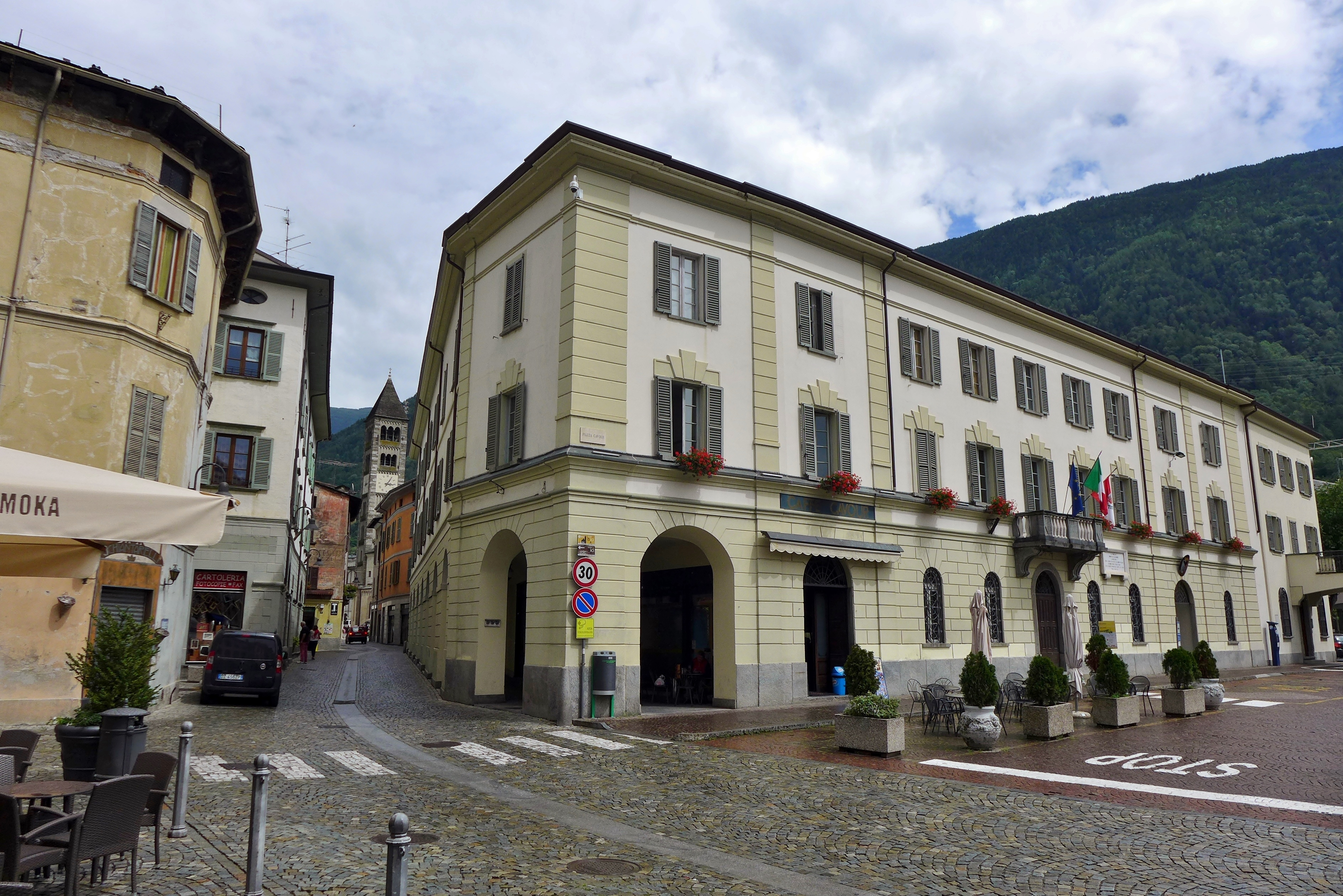
Piazza Cavour

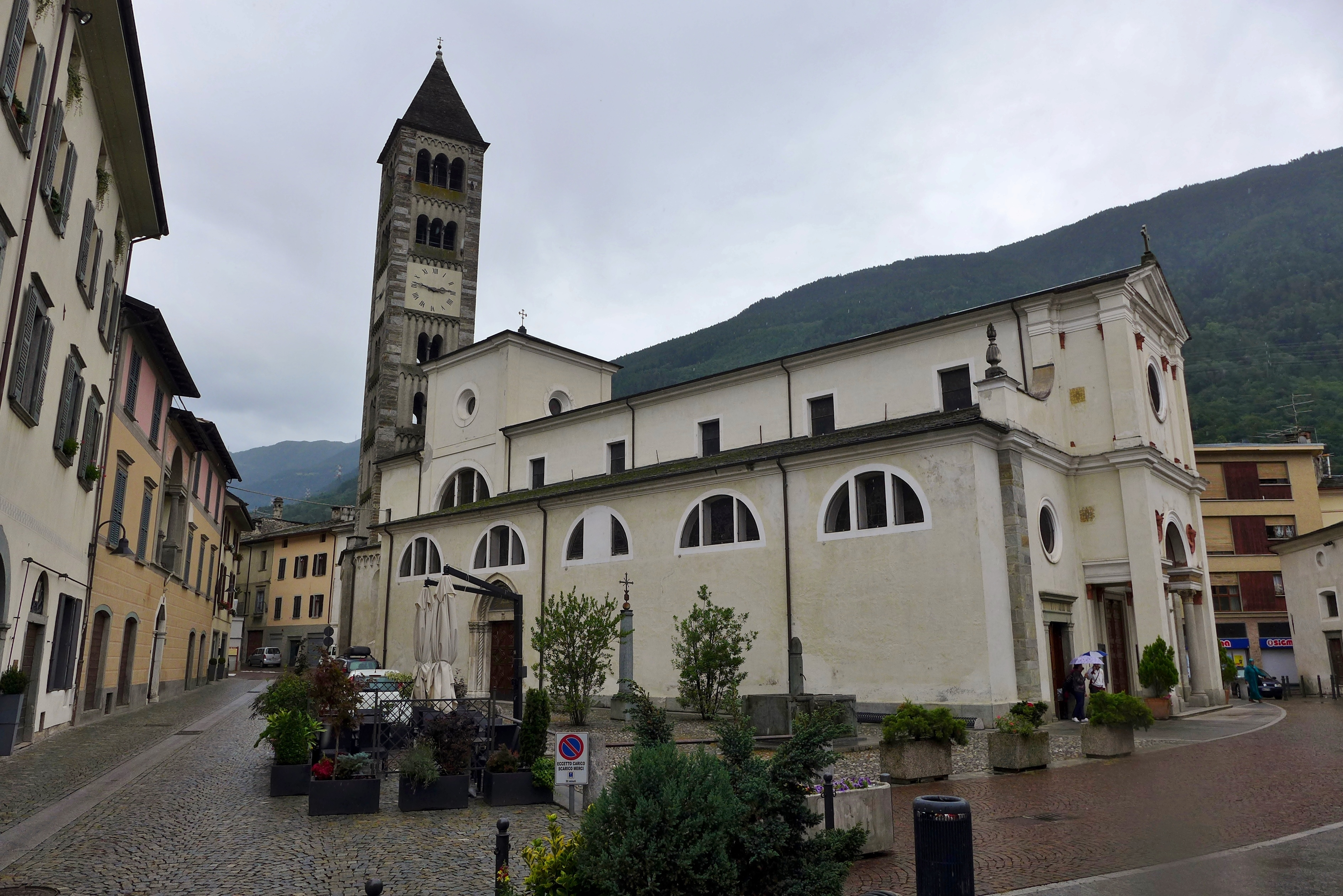
Pfarrkirche San Martino

### Mittelalter
Die Siedlung entwickelte sich am linken Ufer des Flusses Adda unterhalb der im Jahr 1073 erstmals erwähnten Burg Dosso. Im 12. Jahrhundert war sie zuerst eine freie Gemeinde, dann unterstand sie den Capitanei von Stazzona, welche die Burg Piattamala am Eingang zum Puschlav errichten ließ. 1335 erfolgte der Übergang Tiranos von Como an Mailand unter der Herrschaft der Visconti, und die Stadt wurde Gerichtsort des oberen Terziers des Veltlins.
Im Jahr 1487 wurde Tirano durch die Bündner eingenommen und teilweise zerstört, worauf Herzog Ludovico il Moro den massiven Ausbau der Stadtbefestigung veranlasste. Eine Ringmauer nach Plänen von Giovanni Francesco Sanseverino und die neue Burg St. Maria wurden errichtet. Dennoch wurde die Stadt 1512 von den Bündnern erneut erobert und die Befestigungen größtenteils zerstört, so dass heute nur noch Reste der Stadttore Porta Poschiavina (im Norden zum Val Poschiavo), Bormina (im Nordosten Richtung Bormio) und Milanese (im Westen Richtung Mailand) zu finden sind.  Das Veltlin wurde als Untertanengebiet in Besitz genommen. In Tirano wurde ein Podestat eingesetzt und 1514 nahe der Wallfahrtskirche Madonna di Tirano für jeweils 14 Tage ab dem 29. September ein Vieh- und Warenmarkt eingerichtet.

### Reformation und Gegenreformation
Im 16. Jahrhundert entwickelte sich Tirano zu einem Zentrum des Warenumschlags und des Ideenaustauschs; es bildete einen Knotenpunkt im Handelsverkehr zwischen Bünden und Venedig sowie Bormio und Mailand. Die Stadt war die größte des Veltlins und hatte 1589 ungefähr 5000 Einwohner. Es entstand spätestens um 1560 auch eine evangelische Kirchgemeinde, die durch italienische Glaubensflüchtlinge wie Giulio da Milano gegründet und geleitet und von den Bündnern unterstützt wurde. Die Evangelischen feierten ihre Gottesdienste mit eigenem Pfarrer in der Kirche St. Maria. 1597 fand eine öffentliche theologische Disputation zwischen Vertretern beider Konfessionen statt.
Im Zuge des Veltliner Mords (ital. Sacro macello), einem „Rachefeldzug“ katholischer Kräfte unter Führung von Giacomo Robustelli gegen die Reformierten im Veltlin, wurde die Stadt besetzt. Am 19. Juli 1620 wurden allein in Tirano 60 Protestanten ermordet. Zu Beginn der folgenden Bündner Wirren wurde ein Rückeroberungsversuch der Bündner durch die in Mailand herrschenden katholischen Spanier in der Schlacht bei Tirano am 11. September 1620 gestoppt. 1635/36 machte Henri II. de Rohan, der Herzog von Rohan, die Stadt bei seinem Alpenfeldzug zu seinem Hauptquartier. Nach Ende der Auseinandersetzungen 1639 gelangte Tirano mit dem Veltlin wieder an die Drei Bünde und konnte von der günstigen Verkehrslage und der nahen Grenze zur Republik Venedig profitieren.

### Neuzeit
1797 schloss sich das Veltlin der Cisalpinischen Republik an. Ab 1800 kauften Bündner Weinhandelsfirmen in Tirano und Umgebung Rebgrundstücke, die oft noch bis heute in Schweizer Hand sind und in den „Disciplinare“, den Produktionsvorschriften für Veltliner Wein, zu Sonderregelungen betreffend die Einlagerung und Reifung sowie Abfüllung dieser Weine in der Schweiz, insbesondere im Tirano benachbarten Puschlav, führten. 1910 erhielt die 1908 erbaute Berninalinie in Tirano Anschluss ans italienische Bahnnetz.

## Sehenswürdigkeiten, Kultur und Spezialitäten

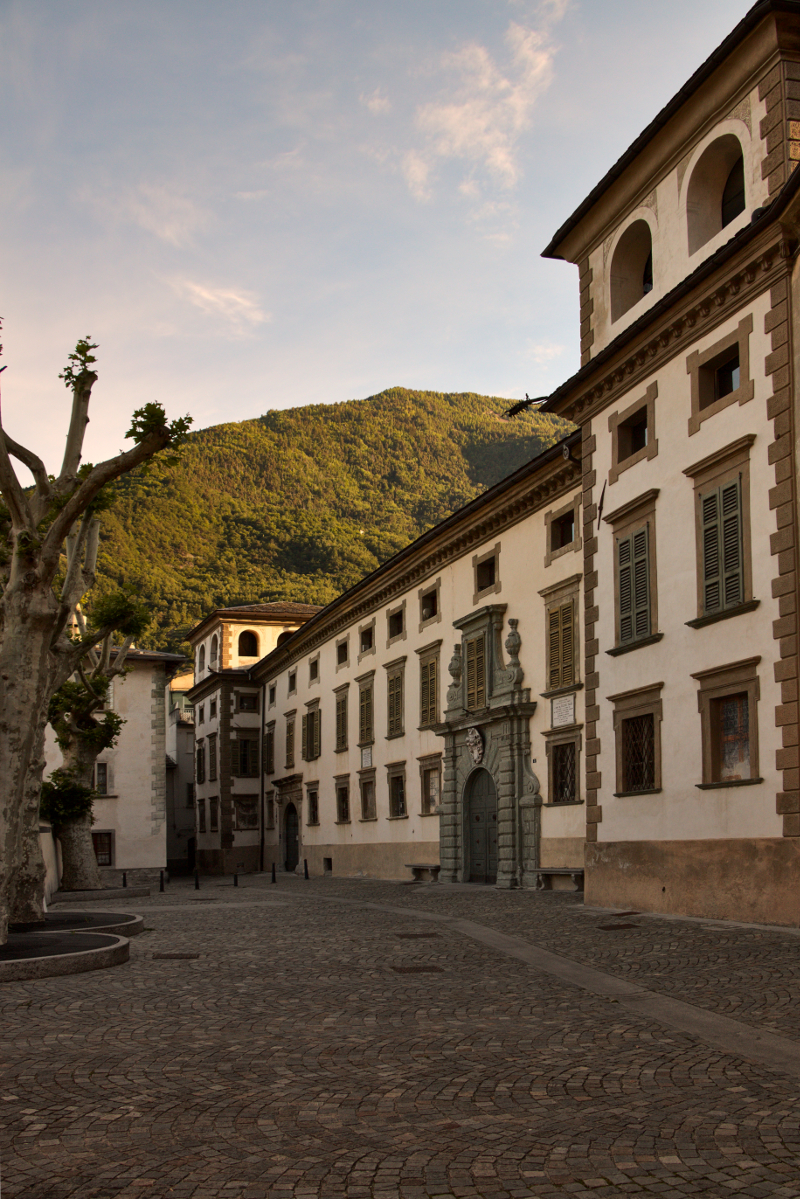
Hauptfassade des Palazzo Salis

### Altstadt
- Stadtbefestigung (14. und Ende 15. Jahrhundert) mit den drei Stadttoren Porta Poschiavina, Porta Bormina und Porta Milanese und den Resten der Burg Sta. Maria (siehe: Stadtbefestigung von Tirano).
- Stadtkirche San Martino und in der Via Parravichini die kleine Chiesa Mariano Spasmo.
- Palazzi, die während der Bündner Herrschaft von reichen Familien erbaut wurden
  - Palazzo Salis, heute Museo Palazzo Salis.Tirano
  - Palazzo Pretorio, ehemals Sitz des Podestà
  - Palazzo Marinoni, heute Rathaus mit der angebauten Kirche Sant’Agostino
  - Palazzo Torelli
  - Palazzo Pievani und Palazzo Trombini, in der Vorstadt jenseits der Adda

(siehe auch: Palazzi in Tirano)
- oberhalb der Stadt die Ruine der Burg Dosso genannt Castellaccio, ehemaliger Wohnsitz der Adelsfamilie Omodei.

### Madonna di Tirano

Fassade der Wallfahrtskirche Madonna di Tirano

Am Ort einer Marienerscheinung, etwa einen Kilometer vor den Toren der Stadt, entstand ab 1505 die monumentale Wallfahrtskirche, die Basilika Madonna di Tirano, um die sich in der Folge ein zweiter Siedlungskern entwickelte.
- Kirche mit dominantem Turm (1578) und Kuppelaufsatz, bedeutende frühbarocke Ausmalung und Ausstattung
- Kirchplatz mit Palazzo S. Michele, ehemals Kloster
- Oberhalb liegt das Kirchlein Sta. Perpetua inmitten der Weinberge und rund 550 m Luftlinie entfernt in Richtung Schweizer Grenze die Kirche San Rocco.

### Kultur
- Museo Etnografico Tiranese (MET), am Platz der Wallfahrtskirche Madonna di Tirano gelegen.
- La libreria Il Mosaico[5]

### Kulinarische Spezialitäten
Bekannt sind Tirano und seine Umgebung für ihre kulinarischen (Veltliner) Spezialitäten:
- Die Weine aus dem Veltlin, wie den Valtellina Rosso DOC, die Valtellina Superiore-DOCG-Weine, den Sforzato di Valtellina DOCG, und die vielen durch die Produktionsvorschriften der Indicazione Geografica Tipica (IGT) „Alpi Retiche“ geregelten Weine
- Die Bresaola, das Trockenfleisch aus dem Veltlin, und gewissermaßen ein Pendant zum Bündnerfleisch
- Die vielen Alp- und Bergkäse, wie den in handwerklichem Umfang produzierten früheren Bitto storico (heute Storico Ribelle) und den heutigen Bitto DOP
- Pizzoccheri und andere Teigwaren mit oder aus Buchweizen (ital. grano saraceno)

## Persönlichkeiten
Söhne und Töchter der Stadt:
- Rudolf Paravicini (1780–1836), Oberst der Kaiserlich Russische Armee, Träger des Orden des Heiligen Wladimirs[6]
- Carlo Braga (1889–1971), Ordenspriester und römisch-katholischer Missionar
- Omobono Tenni (1905–1948), Motorradrennfahrer
- Camillo de Piaz (* 24. Februar 1918 in Madonna di Tirano; † 31. Januar 2010 in Sondrio), Ordenspriester (Mitglied der Serviten), antifaschistischer Publizist und Politiker[7]
- Gian Luigi Rondi (1921–2016), Filmkritiker
- Alberto Quadrio-Curzio (* 1937), Politikwissenschaftler
- Marilena Garavatti (* 1944 in Tirano), Malerin, Bildhauerin, Graphikerin, Kunstlehrerin[8]
- Valerio Righini (* 5. August 1950 in Tirano) (Bürgerort Bedigliora), Maler, Bildhauer, Grafiker, Kunstlehrer[9], Publizist[10]
- Simone Galli (* 1978), Freestyle-Skier
- Marianna Longa (* 1979), Skilangläuferin
- Nicola Rodigari (* 1981), Shorttracker
- Rudy Galli (* 1983), Snowboarder
- Mattia Pegorari (* 1983), Freestyle-Skier
- Walter Bormolini (* 1986), Freestyle-Skier
- Yuri Confortola (* 1986), Shorttracker
- Mariangela Parravicini (* 1986), Freestyle-Skierin
- Rudy Zini (* 1988), Biathlet

Andere Persönlichkeiten
- Giulio da Milano (1504–1581) alias Giulio della Rovere, evangelischer Pfarrer und Reformator in Tirano 1560 bis 1581
- Clemente da Brescia (* um 1640 in Brescia; † 28. April 1703 ebenda), Kapuziner, Publizist, Guardian im Kloster Tirano[11]